# Henares
Az Henares (ejtsd: enaresz) egy folyó Spanyolországban.  Az Ibériai-hegységrendszer vízválasztóját átlépve, annak déli oldalán ered Sigüenza (a római kori Segontia) közelében és 150 kilométer hosszan tart Madrid felé.
Kasztílián átvágva La Mancha felé Madrid keleti oldalán a Jarama folyóba torkollik. Már az ókor óta jelentős, hiszen részint e mentén futott Caeseraugusta és Emerita Augusta között az Antonius útikönyvben említett Via XXV Hispanica, így útja során számos fontos településen áthalad, mint például Azuqueca de Henares vagy Alcalá de Henares.

## Név
A római korban, mikor Tarraconensis provincia részeként Tagonius volt a neve.
Az Henares folyó nevének alapja az heno = széna szó képzése, magyarul nagyjából a kaszás folyó, kaszások folyójának lenne nevezhető.

## Útja

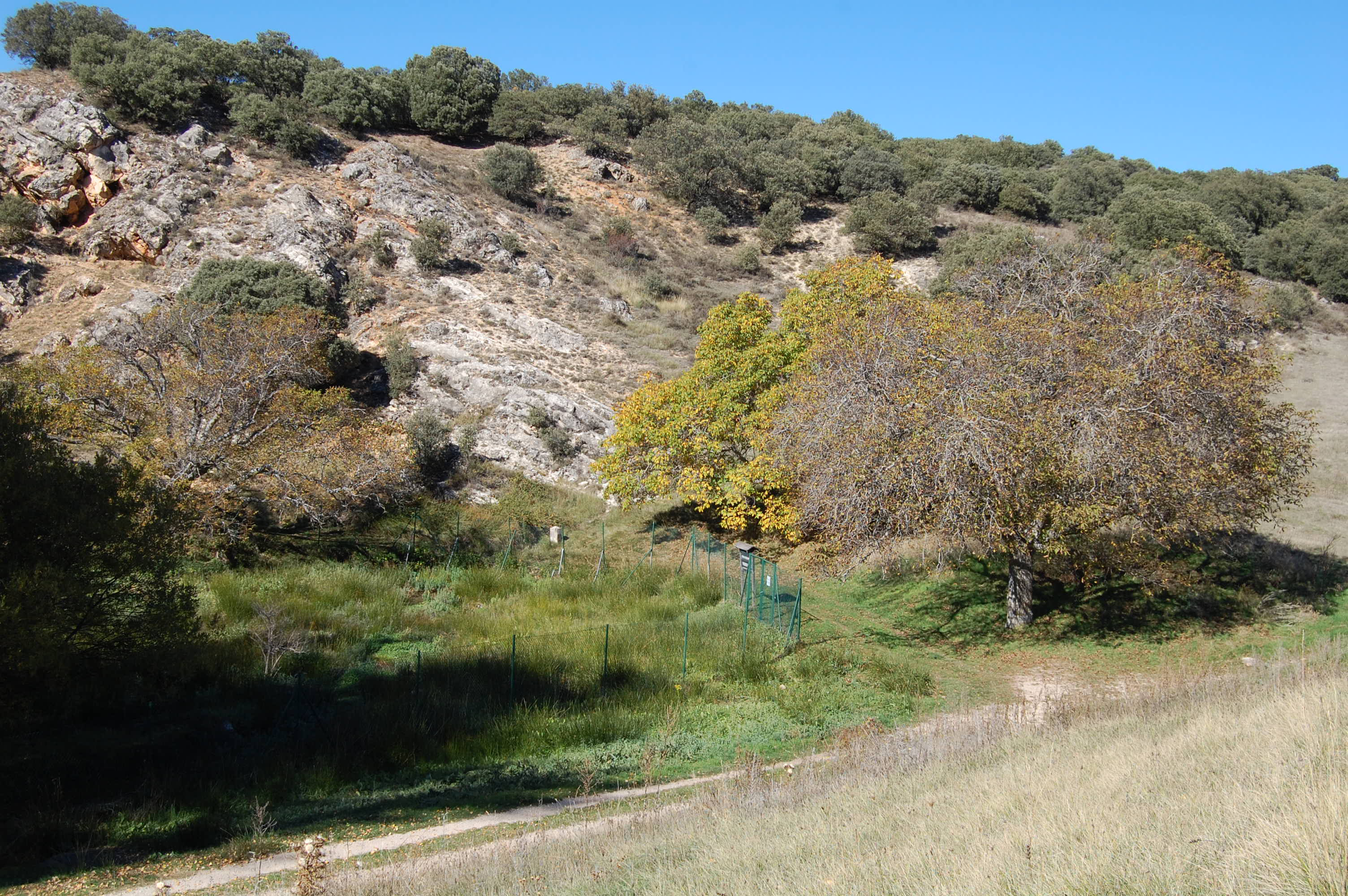
Az Henares folyó forrása Hornában

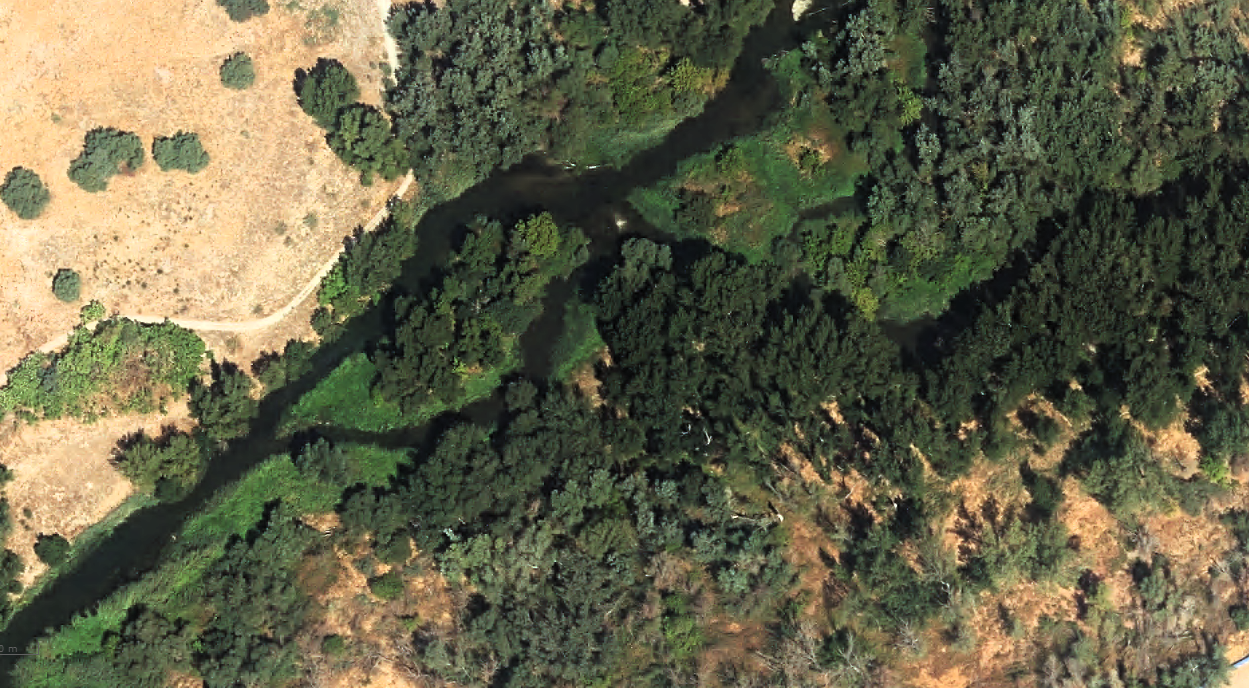
Száj a Jarama folyóba.

Az Henares az Ibériai-hegységrendszer déli oldalán ered, a forrása vízrajzilag legközelebb az északi oldalon lévő az Ebro felé tartó Jalón folyóhoz van legközelebb. A forrás Sigüenza közelében van innen indul Kasztílián át La Mancha felé.
Útja során először Kasztília Guadalajara tartományán át halad, névadója például Azuqueca de Henares településnek. Ezután Alcalá de Henaresen át Madrid keleti oldalán ömlik a Jarama folyóba. A folyóvölgy az egyik legfontosabb útvonal Spanyolországban, hiszen az ország közepéből déli-délnyugati régióiból ez vezet az Ebro völgye, és ezáltalán Zaragoza, Barcelona, Közép-Európa felé. A folyó a meglehetősen ritkán lakott Spanyolországon belül az átlagosnál kicsit nagyobb népsűrűséget is biztosít. Vízgyűjtő területe nagyjából: 4144 km².